# Tournoi de tennis de Ferrare
Le tournoi de Ferrare (Italie), est un tournoi de tennis professionnel masculin du circuit ATP.
La seule édition de l'épreuve date de 1983.

## Palmarès messieurs

### Simple
| No | Date       | Nom et lieu du tournoi | Catégorie | Dotation | Surface         | Vainqueur       | Finaliste   | Score    |  |
| -- | ---------- | ---------------------- | --------- | -------- | --------------- | --------------- | ----------- | -------- |  |
| 1  | 14-11-1983 | , Ferrare              |           | 75 000 $ | Moquette (int.) | Thomas Högstedt | Butch Walts | 6-4, 6-4 |  |

### Double
| No | Date       | Nom et lieu du tournoi | Catégorie | Dotation | Surface         | Vainqueurs                 | Finalistes                        | Score         |  |
| -- | ---------- | ---------------------- | --------- | -------- | --------------- | -------------------------- | --------------------------------- | ------------- |  |
| 1  | 14-11-1983 | , Ferrare              |           | 75 000 $ | Moquette (int.) | Bernard Mitton Butch Walts | Stanislav Birner Stefan Simonsson | 7-6, 0-6, 6-3 |  |